# Julie Bernby
Julie Bernby, folkbokförd Julie Ester Margit Gemvik, ogift Westerberg, född 31 mars 1918  i Storkyrkoförsamlingen i Stockholm, död 23 oktober 2001 i Täby församling, Stockholms län, var en svensk skådespelare, sångare, författare och sångtextförfattare. Som författare har hon vid något tillfälle använt pseudonymen Irmelin Mårdh.

## Biografi
Julie Bernby var dotter till redaktör Claes Benjamin och Dagmar Westerberg  samt styvdotter till tryckeriägaren Rudolf Johansson. Från 1947 var hon gift med operettsångaren Olof Gemvik (1917–1996)  och paret var morföräldrar till sångaren Martin Stenmarck. 
Makarna Gemvik är begravna på Täby norra begravningsplats.

## Filmografi
- 1938 – Julia jubilerar
- 1940 – Romans
- 1940 – Familjen Björck
- 1940 – Hanna i societén
- 1941 – Första divisionen
- 1942 – Sexlingar
- 1943 – Katrina
- 1943 – Hans Majestäts rival
- 1943 – Herre med portfölj
- 1944 – Prins Gustaf
- 1944 – Kungajakt
- 1946 – Djurgårdskvällar
- 1946 – Iris och löjtnantshjärta
- 1947 – Stackars lilla Sven
- 1947 – Ingen väg tillbaka
- 1947 – Försummad av sin fru
- 1949 – Gatan
- 1949 – Stora Hoparegränd och himmelriket
- 1953 – Gycklarnas afton
- 1953 – En skärgårdsnatt
- 1954 – Sju svarta "Be-Hå"
- 1954 – En lektion i kärlek
- 1954 – Två sköna juveler
- 1955 – Hoppsan!
- 1960 – Domaren
- 1963 – Ett drömspel
- 1964 – Svenska bilder
- 1965 – Pengar finns dom? (kortfilm)
- 1966 – Yngsjömordet
- 1967 – Mördaren – en helt vanlig person
- 1968 – Vindingevals
- 1968 – Okay sailor okay? (kortfilm)
- 1969 – Ur kärlekens språk
- 1969 – Mej och dej
- 1971 – Lockfågeln
- 1975 – Champagnegalopp
- 1975 – Giliap
- 1983 – Raskenstam
- 1983 – Farmor och vår Herre (TV-serie)
- 1993 – Vinnare (kortfilm)
- 1997 – Selma & Johanna – en roadmovie

## Teater

### Roller (ej komplett)
| År   | Roll        | Produktion                                                   | Regi             | Teater                      |
| ---- | ----------- | ------------------------------------------------------------ | ---------------- | --------------------------- |
| 1941 | Medverkande | Luddes underbara resa, revy Ch. Henry och Einar Molin        | Gideon Wahlberg  | Odeonteatern, Stockholm     |
| 1942 | Medverkande | Grand Hôtel Ludde, revy Ch. Henry och Einar Molin            | Sigge Fischer    | Odeonteatern, Stockholm     |
| 1942 |             | Sibyllan i 5:an Gideon Wahlberg                              | Gideon Wahlberg  | Tantolundens friluftsteater |
| 1942 | Subba 2     | Kaspers död Ingmar Bergman                                   | Ingmar Bergman   | Stockholms studentteater    |
| 1950 | Tärna 1     | En skugga Hjalmar Bergman                                    | Ingmar Bergman   | Intiman                     |
| 1950 | Nellie      | Tolvskillingsoperan Bertolt Brecht och Kurt Weill            | Ingmar Bergman   | Intiman                     |
| 1951 |             | Drömflickan Elmer Rice                                       | Hasse Ekman      | Intiman                     |
| 1958 | Fru Peachum | Tolvskillingsoperan Bertolt Brecht och Kurt Weill            | Johan Falck      | Helsingborgs stadsteater    |
| 1961 |             | Bättre sent än aldrig (It’s never too late) Felicity Douglas | Sandro Malmquist | Riksteatern                 |

### Fotnoter
1. 1 2 3  Rotemannen, CD-ROM, Sveriges Släktforskarförbund/Stockholms Stadsarkiv (2012).
2. ↑  Sveriges befolkning 1990, CD-ROM, Version 1.00, Riksarkivet (2011).
3. 1 2 3 4  Sveriges Dödbok 1901–2009, DVD-ROM, Version 5.00, Sveriges Släktforskarförbund (2010).
4. ↑  ”Julie Bernby”. Svensk Filmdatabas. http://sfi.se/sv/svensk-filmdatabas/Item/?type=PERSON&itemid=60779&ref=%2ftemplates%2fSwedishFilmSearchResult.aspx%3fid%3d1225%26epslanguage%3dsv%26searchword%3dJulie+Bernby%26type%3dPerson%26match%3dBegin%26page%3d1%26prom%3dFalse. Läst 13 oktober 2012.
5. ↑  Bernby(-Gemvik), Julie Ester Margit i Svenskt författarlexikon / 2. 1941-1950 / s 64.
6. ↑  SvenskaGravar
7. ↑  ”Teater Musik Film: 'Luddes underbara resa' – höstrevyn på Odéonteatern”. Dagens Nyheter:  s. 12. 28 september 1941. http://arkivet.dn.se/arkivet/tidning/1941-09-28/263/12. Läst 30 januari 2016.
8. ↑  ”Teaterannons”. Dagens Nyheter:  s. 14. 31 januari 1942. http://arkivet.dn.se/arkivet/tidning/1942-01-31/29/14. Läst 31 januari 2016.
9. ↑  ”Teater Musik Film: Premiär i Tantolunden”. Dagens Nyheter:  s. 9. 7 juni 1942. http://arkivet.dn.se/arkivet/tidning/1942-06-07/151/9. Läst 31 januari 2016.
10. ↑  ”Kaspers död”. Stiftelsen Ingmar Bergman. http://ingmarbergman.se/verk/kaspers-död. Läst 16 oktober 2015.
11. ↑  ”En skugga/Medea”. Stiftelsen Ingmar Bergman. http://ingmarbergman.se/verk/en-skuggamedea. Läst 17 oktober 2015.
12. ↑  ”Tolvskillingsoperan”. Stiftelsen Ingmar Bergman. http://ingmarbergman.se/verk/tolvskillingsoperan. Läst 15 oktober 2015.
13. ↑  ”Intiman Teatern”. Leopolds Antikvariat. Arkiverad från originalet den 27 januari 2016. https://web.archive.org/web/20160127030451/http://www.abm.se/leopolds/Teatrar.Intiman.Stockholm.html. Läst 22 januari 2016.
14. ↑  ”Vårens sista riksteaterpremiär”. Dagens Nyheter:  s. 18. 24 februari 1961. https://arkivet.dn.se/tidning/1961-02-24/53/18. Läst 4 januari 2022.